# Rissne (metrostation)
Rissne is een station van de Stockholmse metro in het stadsdeel Rissne van de gemeente Sundbyberg dat op 19 augustus 1985 werd geopend. 

## Geschiedenis
In 1965 werd een uitbreidingsplan voor de metro gepresenteerd waarin de bestaande groene en rode route zouden worden verlengd en de blauwe route werd voorgesteld om het noordwesten en zuidoosten ook op de metro aan te sluiten. Net als de andere twee routes kreeg ook de blauwe route vertakkingen buiten het centrum. . De twee takken (T10 & T11) van de Nordvästrabanan zouden splitsen bij Västra Skogen en ter hoogte van de stations Rissne (T10) en Ör, het latere Hallonbergen (T11), zou het depot van de lijn komen. De aansluiting van het depot op de T10 werd echter naar Rinkeby verplaatst een station noordelijker dan Rissne.

## Aanleg
Op 31 augustus 1975 werd het eerste deel van de blauwe route geopend waarbij ten noordwesten van Hallonbergen via het depot werd doorgereden naar het eindpunt van T10 in Hjulsta. Het duurde daarna nog bijna 10 jaar voordat de eigen tunnel voor de T10, waaronder  Rissne, tussen het depot en Västra Skogen gereed was. In deze periode werd op het plateau van Rissne ook een nieuwbouwwijk opgetrokken rond de stationslocatie. Het vrijstaande stationsgebouw staat naast het buurtcentrum op de Rissnetorg, het centrale plein van de nieuwbouwwijk.

## Ligging en inrichting
Het station ligt aan metrolijn T10 tussen Duvbo en Rinkeby op 10,4 km van Kungsträdgården het oostelijke eindpunt van de lijn. Het stationsgebouw is door de hoge stationshal prominent aanwezig op het plein. De ingang ligt in de westgevel en direct achter de OV-poortjes liggen de lift en roltrappen onder de oostgevel van het gebouw. Het eilandperron, op 25 tot 40 meter onder de grond, is vanaf de westkop met drie roltrappen en de lift verbonden met de stationshal. Het perron is 180 meter lang en op de wanden van de grot is boven de sporen een tijdslijn van de geschiedenis van de mensheid aangebracht. De tijdslijn loopt van 3000 v.Chr. Tot 2000 n.Chr., de wandschildering begint in de rijrichting van de metro's met de huidige wereldkaart, gevolgd door een aantal kaarten van belangrijke gebieden. Daarna volgt de schriftelijke vermelding van gebeurtenissen uit de geschiedenis. In 2009 verwerkte het station op een gemiddelde werkdag zo'n 5700 reizigers.

## Foto's

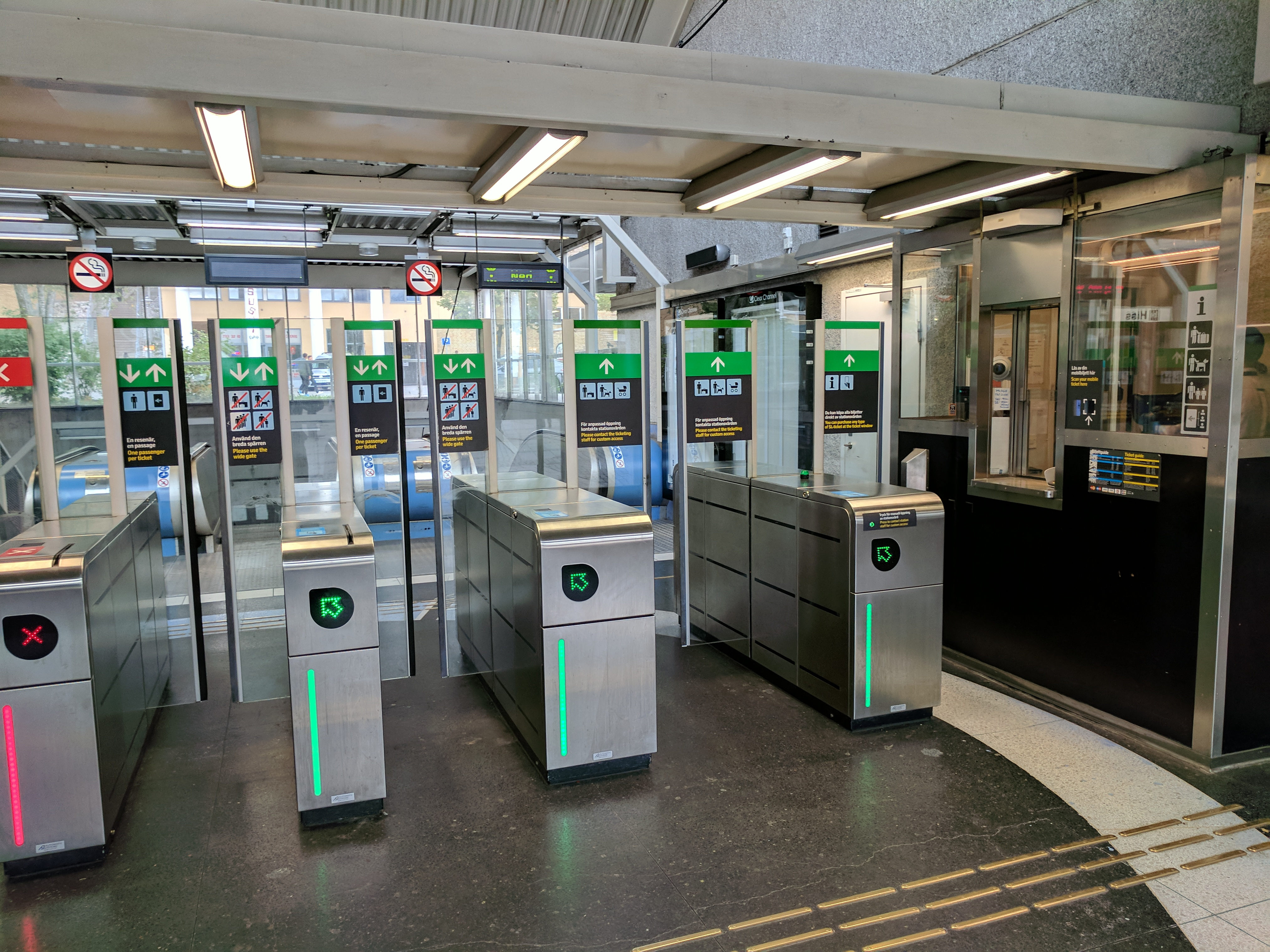
De ov-poortjes met  daarachter de roltrappen.
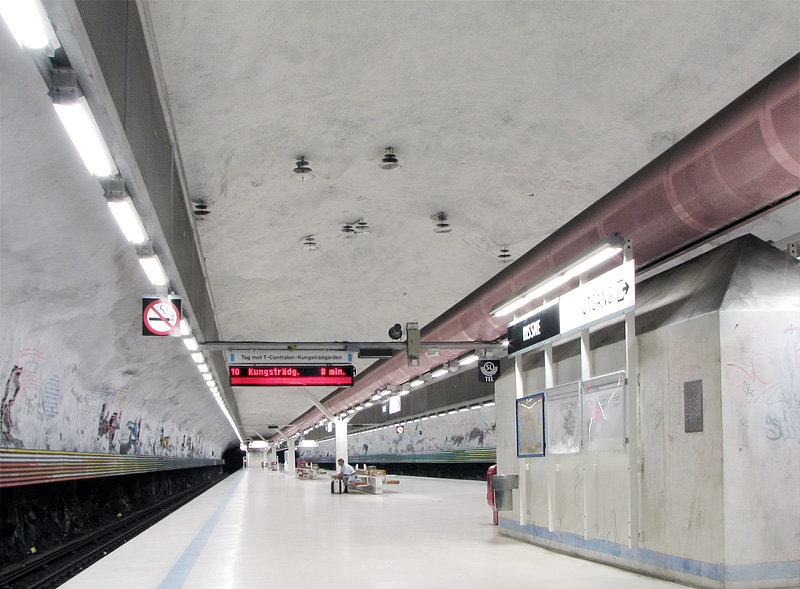
De kaarten op de wanden.
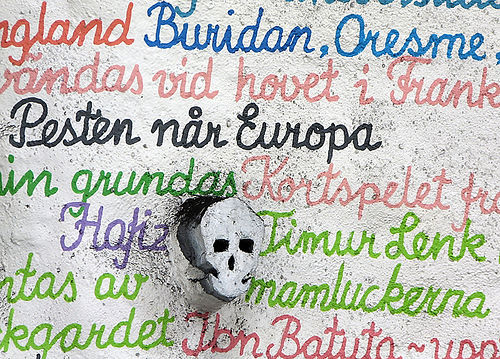
De historische gebeurtenissen.